# Liste der Biografien/Kaz
Liste der Biografien |
Portal Biografien |
Personensuche
# |
A |
B |
C |
D |
E |
F |
G |
H |
I |
J |
K |
L |
M |
N |
O |
P |
Q |
R |
S |
T |
U |
V |
W |
X |
Y |
Z |
?
 
Ka |
Kb |
Kc |
Kd |
Ke |
Kf |
Kg |
Kh |
Ki |
Kj |
Kl |
Km |
Kn |
Ko |
Kp |
Kr |
Ks |
Kt |
Ku |
Kv |
Kw |
Ky |
Kx |
Kz
 
Kaa–Kag |
Kah |
Kai |
Kaj |
Kak |
Kal |
Kam |
Kan |
Kao |
Kap |
Kar |
Kas |
Kat |
Kau |
Kav |
Kaw |
Kay |
Kaz
Die Liste der Biografien führt alle Personen auf, die in der deutschsprachigen Wikipedia einen Artikel haben. Dieses ist eine Teilliste mit 160 Einträgen von Personen, deren Namen mit den Buchstaben „Kaz“ beginnt.

## Kaz
- Kaz (* 1959), US-amerikanischer Underground-ComiczeichnerKaz (* 1959)

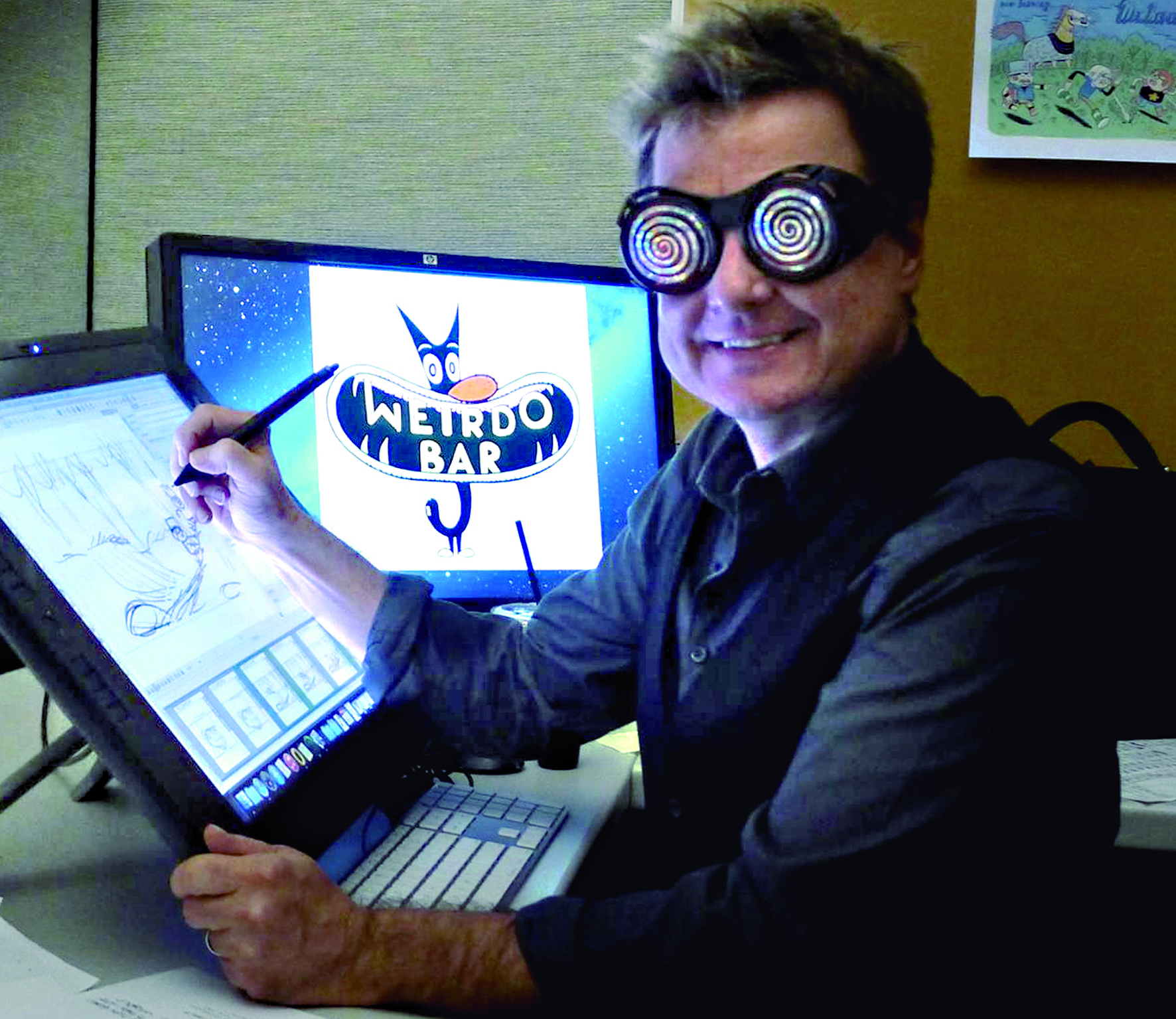
Kaz (* 1959)

### Kaza
- Kaza, Abdou (* 1953), nigrischer General und Politiker
- Kaza, Elisabeth (1924–2004), ungarisch-französische Schauspielerin
- Kaža, Matīss (* 1995), lettischer Filmregisseur, Filmproduzent und Drehbuchautor
- Kazadi, Bestine (* 1963), Anwältin und Schriftstellerin in der Demokratischen Republik Kongo
- Kazadi, Grace (* 2001), französische Fußballspielerin
- Kazadi, Jonathan (* 1991), Schweizer Basketballspieler
- Kazadi, Mwamba (1947–1998), kongolesischer Fußballtorhüter
- Kazadi, Patricia (* 1988), polnische Schauspielerin
- Kazagan († 1357), Emir der Qara'unas
- Kazahendike, Urieta (1837–1936), Übersetzerin, Lehrerin und Hebamme
- Kazakbayev, Nikolay, usbekischer Bahn- und Straßenradrennfahrer
- Kazakevič, Aleksandr (* 1986), litauischer Ringer
- Kazakevičius, Gražvydas (* 1963), litauischer sozialdemokratischer Politiker, Lehrer und Vizeminister sowie stellvertretender litauischer Bildungs- und Wissenschaftsminister
- Kazakevičius, Zigmantas Benjaminas (* 1942), litauischer Politiker
- Kazakis, Alexander (* 1991), griechischer Poolbillardspieler
- Kazakis, Dimitris (* 1962), griechischer Ökonom, Politiker und Wirtschaftsexperte
- Kazakova, Irina (* 1968), französische Marathonläuferin russischer Herkunft
- Kazakova, Yulia (* 1980), deutsche Künstlerin und Kunstdozentin
- Kazalapow, Nikita Gennadjewitsch (* 1991), russischer Eistänzer
- Kazama, Atsushi (* 1964), japanischer Biathlet
- Kazama, Kōki (* 1991), japanischer Fußballspieler
- Kazama, Kōya (* 1993), japanischer Fußballspieler
- Kazama, Yahiro (* 1961), japanischer Fußballspieler und -trainer
- Kazamel, Inge (1928–2016), deutsche Politikerin (SPD), MdHB
- Kazan (968–1008), 65. Kaiser von Japan (984–986)
- Kazan, Devrim (* 2002), türkischer Leichtathlet
- Kazan, Elia (1909–2003), US-amerikanischer Regisseur und SchriftstellerElia Kazan (1909–2003)

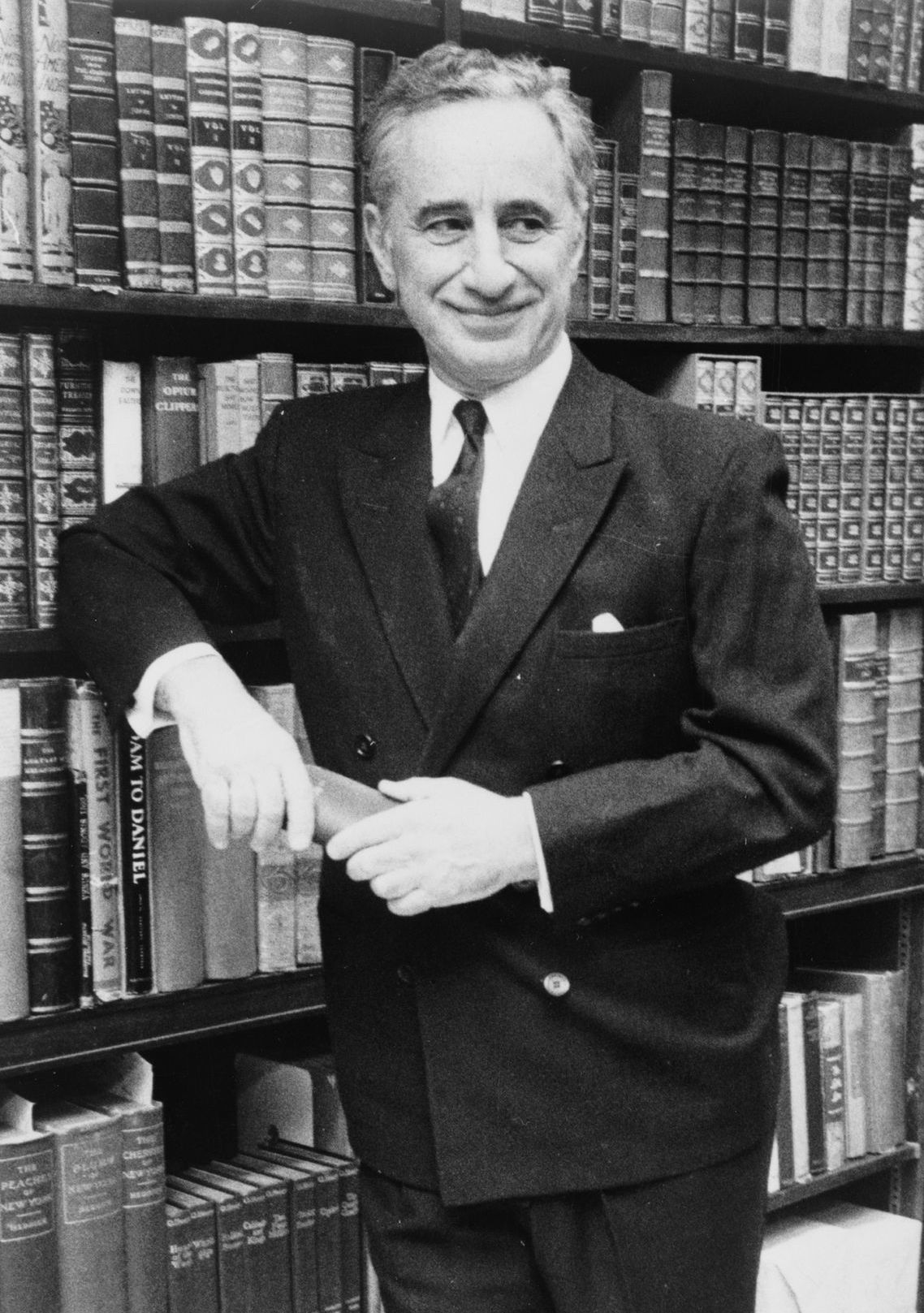
Elia Kazan (1909–2003)

- Kazan, Lainie (* 1940), US-amerikanische Schauspielerin
- Kazan, Lucas (* 1965), italienischer Filmregisseur
- Kazan, Nicholas (* 1945), US-amerikanischer Drehbuchautor und Filmproduzent
- Kazan, Oktay (* 1998), österreichischer Fußballspieler
- Kazan, Rabia (* 1976), türkische Journalistin
- Kazan, Şevket (1933–2020), türkischer Politiker (YTP, MNP, MSP, RP), Abgeordneter und Minister
- Kazan, Zoe (* 1983), US-amerikanische SchauspielerinZoe Kazan (* 1983)

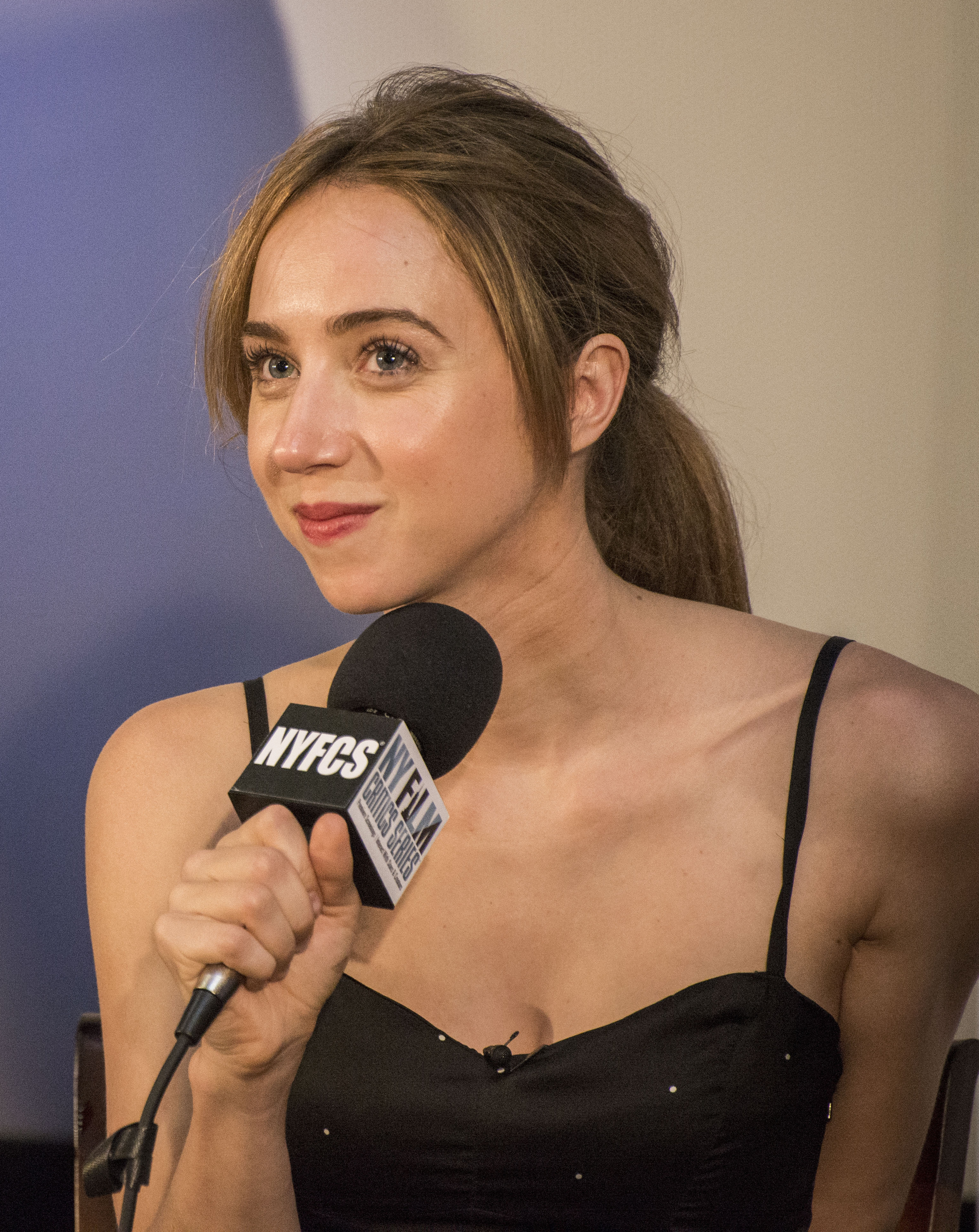
Zoe Kazan (* 1983)

- Kazanas, Nicholas (* 1939), griechischer Indologe und Autor
- Kazanci, Ali (* 1976), deutscher Politiker (SPD), MdHB
- Kazanjian, Howard G. (* 1942), US-amerikanischer Filmproduzent
- Kazanova, Hande (* 1973), türkische Schauspielerin
- Kazanovs, Igors (* 1963), lettischer Hürdenläufer
- Kazanowski, Gerald (* 1960), kanadischer Basketballspieler
- Kazantzakis, Nikos (1883–1957), griechischer Schriftsteller
- Kazantzakis, Peter, deutscher Nachrichtensprecher und Sprechtrainer
- Kazantzidis, Stelios (1931–2001), griechischer Sänger
- Kazanxhi, Josif (1943–2012), albanischer Fußballspieler
- Kazapua, Muesee (* 1980), namibischer Bürgermeister
- Kazár, Matej (* 1983), slowakischer Biathlet
- Kazár, Peter (* 1989), slowakischer Biathlet
- Kazarian, Frankie (* 1977), US-amerikanischer WrestlerFrankie Kazarian (* 1977)

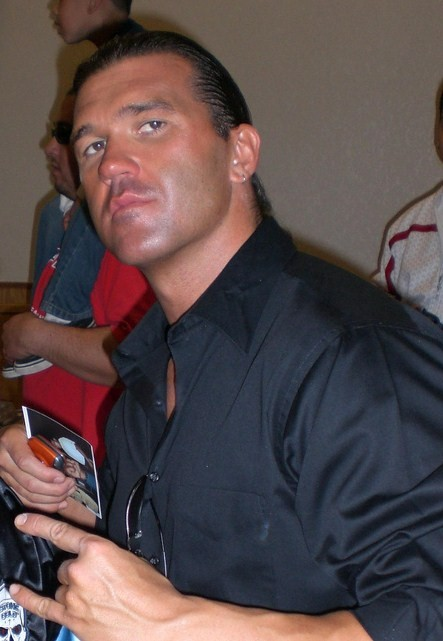
Frankie Kazarian (* 1977)

- Kazarinov, Rudolf (* 1933), russischer Physiker
- Kazarnovski, Avi (* 1980), israelischer Basketballspieler
- Kazarow, Gawril (1874–1958), bulgarischer Althistoriker
- Kazarowa, Marijana (* 1966), bulgarische Journalistin und Menschenrechtsexpertin
- Kazarwa, Gertrude (* 1964), ruandische Anwältin und Politikerin
- Kazaz, Tuğçe (* 1982), türkisches Model und Miss Turkey 2001
- Kazazian Pascha, Hagop (1833–1891), Finanzminister und Schatzmeister des Osmanischen Reiches
- Kazazis, John N. (1947–2021), griechischer Klassischer Philologe und Lexikograph

### Kazd
- Kazda, Jan (* 1958), deutscher Fusionmusiker (Bass) und Komponist tschechoslowakischen Ursprungs
- Kazda, Johann (1869–1931), österreichischer Architekt
- Kazda, Marcel (* 1978), deutscher Koch
- Kazda, Marian (* 1957), tschechisch-österreichischer Forstwissenschaftler
- Kazdan, Jerry (* 1937), US-amerikanischer Mathematiker

### Kaze
- Kazebier, Nate (1912–1969), US-amerikanischer Jazzmusiker
- Kazee, Buell (1900–1976), US-amerikanischer Country-Sänger und Songwriter
- Kazee, Damontae (* 1993), US-amerikanischer American-Football-Spieler
- Kazeem-Kamiński, Belinda (* 1980), österreichische Künstlerin, Autorin und Wissenschaftlerin
- Kazele, Norbert (* 1961), deutscher Jurist und Richter am Bundesgerichtshof
- Kazelin, Graf, Oberst-Hofmeister des Kaisers, Pfalzgraf
- Kažemaks, Mārtiņš (* 1976), lettischer Badmintonspieler
- Kazembe, Eunice (1952–2013), malawische Politikerin
- Kazembe, Raphael (* 1947), malawischer Radrennfahrer
- Kazemi, Ahad (* 1975), iranischer Radrennfahrer
- Kazemi, Bagher (1892–1976), persischer Diplomat und Politiker
- Kazemi, Kazem (* 1968), afghanischer Dichter und Schriftsteller
- Kazemi, Marion (* 1948), deutsche Archivarin und Wissenschaftshistorikerin
- Kazemi, Maryam (* 1999), iranische Leichtathletin
- Kazemi, Reza, Politik- und Wahlkampfberater
- Kazemi, Sayed Mustafa (1959–2007), afghanischer Politiker
- Kazemi, Zahra (1949–2003), iranisch-kanadische Fotojournalistin
- Kazemian, Javad (* 1981), iranischer Fußballspieler
- Kazemzadeh, Hossein (1884–1962), iranischer Wissenschaftler, Publizist und Mystiker
- Kazen, Abraham (1919–1987), US-amerikanischer Politiker
- Kazenambo, Kazenambo (1963–2021), namibischer Politiker
- Kazetl, Gustav (1811–1892), österreichischer Werksdirektor und Politiker, Landtagsabgeordneter

### Kazh
- Kazhdan, Alexander (1922–1997), russisch-amerikanischer Byzantinist
- Kazhdan, David (* 1946), israelischer Mathematiker

### Kazi
- Kazi, Mamoon (1938–2014), pakistanischer Richter
- Kazi, Olga (* 1941), ungarische Mittelstreckenläuferin und Sprinterin
- Kazi, Tamás (* 1985), ungarischer Mittelstreckenläufer
- Kazianka, Johann (1897–1963), österreichischer Politiker (KPÖ), Landtagsabgeordneter
- Kazibwe, Specioza (* 1955), ugandische Politikerin
- Kazickas, Juozas Petras (1918–2014), litauischer Unternehmer und Mäzen
- Kazickas-Altman, Jūratė Kristina (* 1943), US-amerikanisch-litauische Unternehmerin und Mäzenin
- Kaziendé, Hélène (* 1967), nigrische Schriftstellerin
- Kaziendé, Léopold (1910–1999), nigrischer Politiker burkinischer Herkunft
- Kazim, Hasnain (* 1974), deutscher Journalist und BuchautorHasnain Kazim (* 1974)

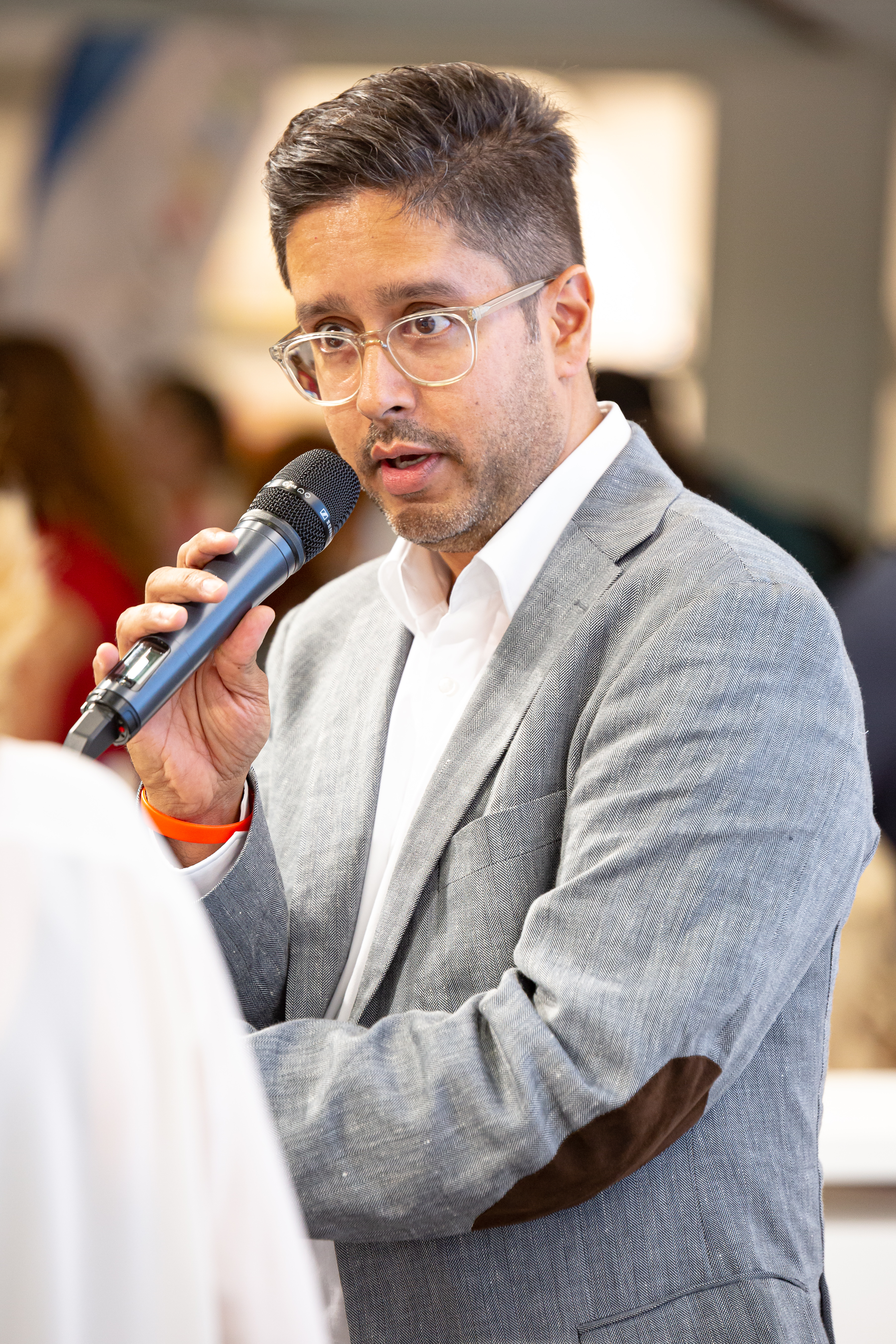
Hasnain Kazim (* 1974)

- Kâzım-Richards, Colin (* 1986), türkisch-englischer FußballspielerColin Kâzım-Richards (* 1986)

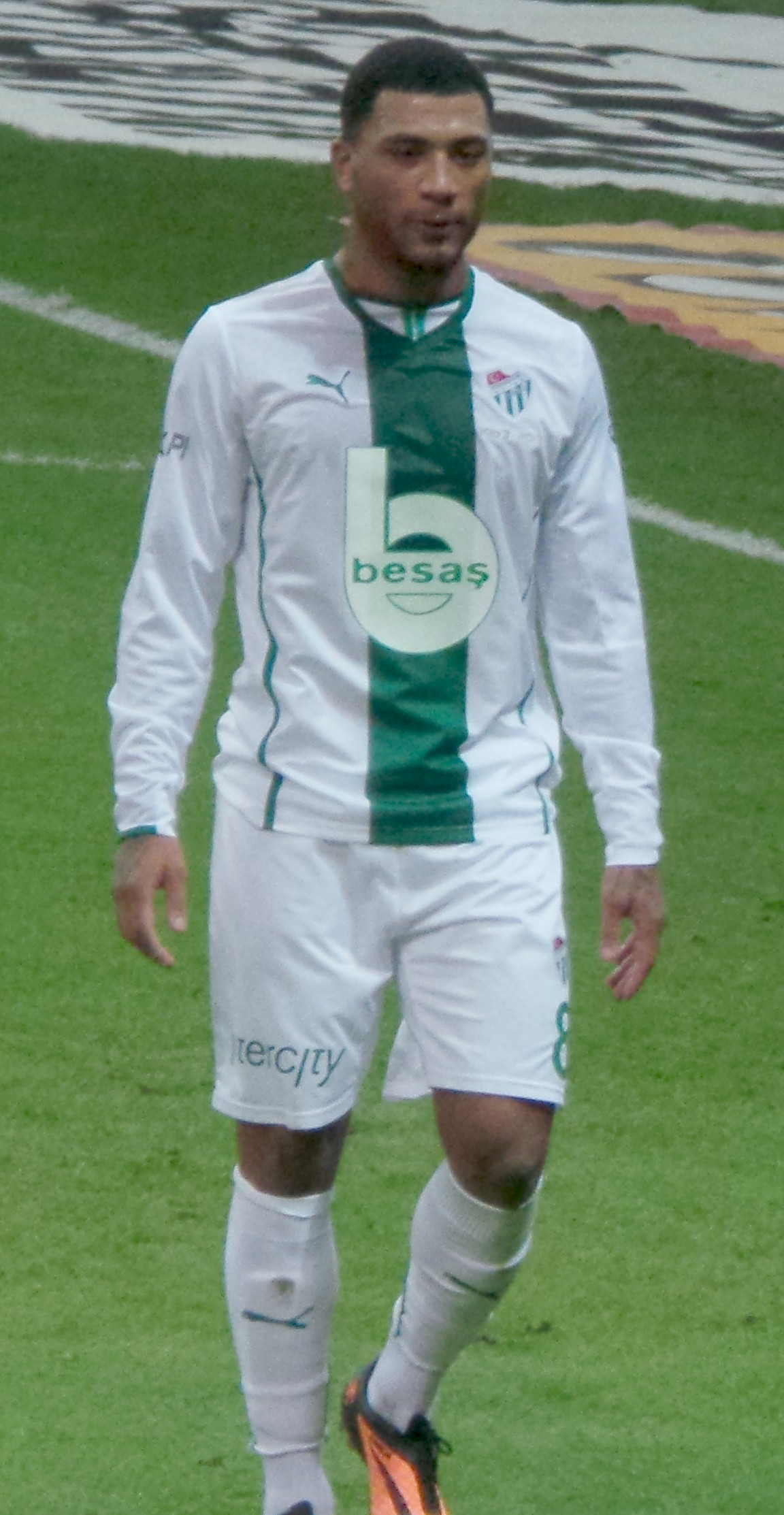
Colin Kâzım-Richards (* 1986)

- Kazımbəyov, Cahangir bəy (1885–1955), Offizier der Kaiserlich Russischen Armee, später Oberst der Armee der Demokratischen Republik Aserbaidschan und einer der Anführer des antisowjetischen Aufstands von Gəncə im Jahr 1920
- Kazimi, Rohullah (* 1987), afghanisch-deutscher Künstler
- Kazimierska, Klaudia (* 2001), polnische Leichtathletin
- Kazimierski, Jacek (* 1959), polnischer Fußballtorhüter
- Kazimierz († 1480), Herzog von Masowien
- Kazimierz II. († 1442), Herzog von Masowien
- Kažimír, Peter (* 1968), slowakischer Politiker
- Kazimirski de Biberstein, Albert (1808–1887), französischer Orientalist und Arabist polnischer Herkunft
- Kazımova, Aygün (* 1971), aserbaidschanische Sängerin und Komponistin
- Kazımova, Dilarə (* 1984), aserbaidschanische Sängerin
- Kazımova, Nərmin (* 1993), aserbaidschanische Schachspielerin
- Kazin, Alfred (1915–1998), US-amerikanischer Autor und Literaturkritiker
- Kazinczy, Ferenc (1759–1831), ungarischer Schriftsteller und Sprachreformer
- Kazinczy, Gábor von (1889–1964), ungarischer Bauingenieur
- Kazinian, Karine (1955–2012), armenische Diplomatin
- Kazinsky, Robert (* 1983), britischer Schauspieler und ModelRobert Kazinsky (* 1983)

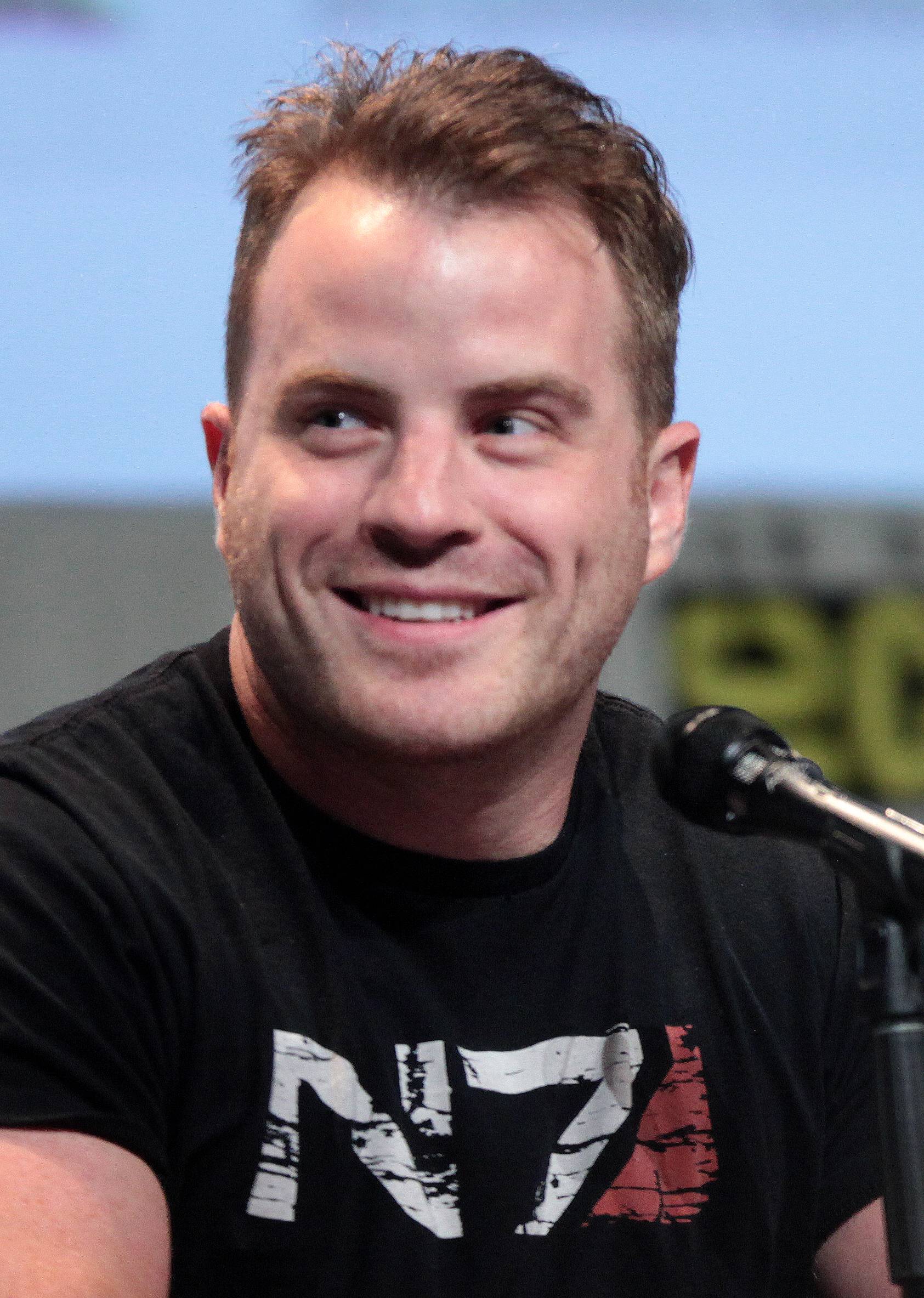
Robert Kazinsky (* 1983)

- Kazior, Rafael (* 1983), deutsch-polnischer Fußballspieler
- Kazis, Cornelia (* 1952), Schweizer Journalistin und Pädagogin
- Kazis, Maxine, griechisch-schweizerische Sängerin und Schauspielerin
- Kazisonga, Chisomo (* 1985), malawische Fußballspielerin
- Kaziūnas, Dalius (* 1976), litauischer Manager
- Kaziya, Lloyd Mulenga (* 1969), sambischer Politiker

### Kazl
- Kazlauskas, Gediminas (* 1959), litauischer Politiker und Manager
- Kazlauskas, Jonas (* 1954), litauischer Basketballspieler und -trainer
- Kazlavickas, Liutauras (* 1981), litauischer Politiker

### Kazm
- Kazmaier, Bill (* 1953), US-amerikanischer Powerlifter, World Champion Strongman und Wrestler
- Kazmaier, Linn (* 2006), deutsche Para-Ski-Sportlerin
- Kazmaier, Uli (* 1960), deutscher Chemiker
- Kazmair, Jörg († 1417), deutscher Ratschronist, Politiker und Bürgermeister
- Kazman, Lew Wadimowitsch (* 2001), russischer Tischtennisspieler
- Kaźmierczak, Agnieszka, polnische EU-Beamtin
- Kaźmierczak, Grzegorz (* 1964), polnischer Dichter, Sänger und Plattenproduzent
- Kazmierczak, Ludger (* 1969), deutscher Journalist, Hörfunk- und Fernsehkorrespondent
- Kazmierczak, Michael (1898–1933), deutscher Politiker (KPD) und Widerstandskämpfer
- Kaźmierczak, Przemysław (* 1982), polnischer Fußballspieler
- Kaźmierski, Edward (1919–1942), polnischer Widerstandskämpfer und Seliger
- Kazmierzak, Karl-Heinz (* 1940), deutscher Radrennfahrer, der in den 1960er Jahren in der DDR aktiv war
- Kazmir, Scott (* 1984), US-amerikanischer Baseballspieler
- Kazmirek, Kai (* 1991), deutscher ZehnkämpferKai Kazmirek (* 1991)

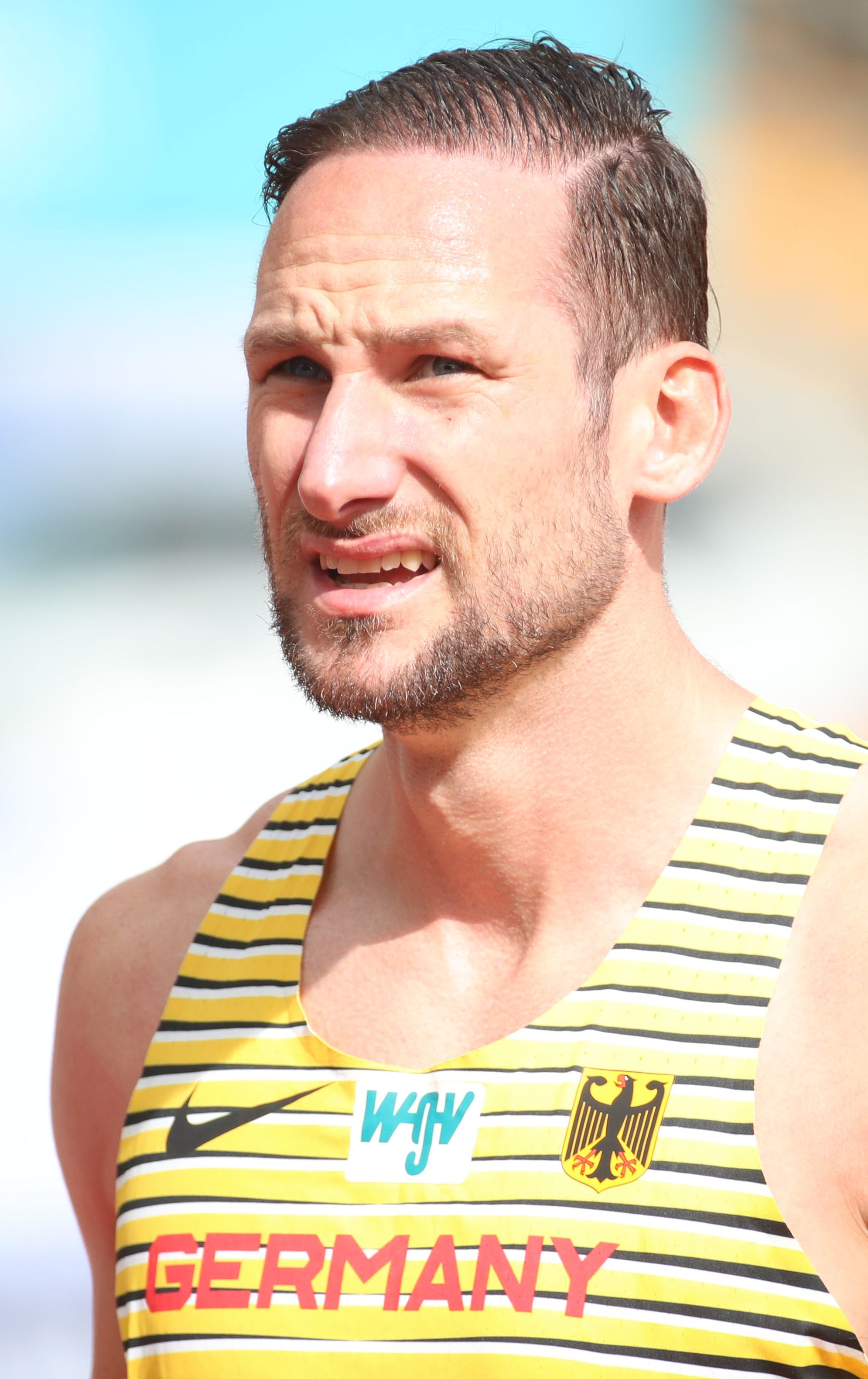
Kai Kazmirek (* 1991)

### Kazn
- Kaznačenko, Marija (* 1993), litauische Biathletin
- Kaznelson, Michail Iossifowitsch (* 1957), russisch-niederländischer theoretischer Festkörperphysiker
- Kaznelson, Paul (1892–1959), tschechoslowakischer Hämatologe
- Kaznelson, Siegmund (1893–1959), israelischer Redakteur, Verleger, Zionist, Historiker

### Kazo
- Kazó, Stefan († 1721), Theologe, Archidiakon und Titularbischof
- Kazonga, Eustancino, Stellvertretender Minister für Lokale Regierung und Liegenschaften von Sambia
- Kazovskij, El (1948–2008), ungarischer Maler und Avantgarde-Künstler

### Kazu
- Kazu, No Miya (1846–1872), japanische Adelige und Frau von Tokugawa Iemochi
- Kazubski, Femke (* 1981), deutsche Fußballspielerin
- Kazuhara, Shin (1946–2021), japanischer Jazz- und Studiomusiker
- Kazuki, Yasuo (1911–1974), japanischer Maler der Shōwa-Zeit im Yōga-Stil
- Kažukolovas, Kipras (* 2000), litauischer Fußballspieler
- Kazulėnas, Algis (* 1962), litauischer Politiker
- Kazuma, Masahiro (* 1982), japanischer Fußballspieler
- Kazungu, Denis, ruandischer Serienmörder
- Kazungu-Haß, Giorgina (* 1978), deutsche Politikerin (SPD), MdL
- Kazuno, Kenta (* 1985), japanischer Badmintonspieler
- Kazura, Jewgeni (1937–1967), sowjetischer Gewichtheber
- Kazuraitytė, Ieva (* 1993), litauische Volleyball- und Beachvolleyballspielerin
- Kazurinsky, Tim (* 1950), US-amerikanischer SchauspielerTim Kazurinsky (* 1950)

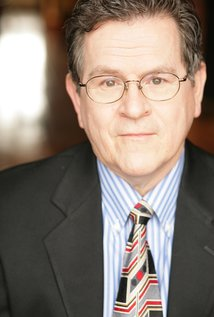
Tim Kazurinsky (* 1950)

- Kazuro, Stanisław (1881–1961), polnischer Komponist
- Kazutaka, Unno (1921–2006), japanischer Geograph

### Kazy
- Każyński, Wiktor (1812–1867), polnischer Komponist

### Kazz
- Kazzer, Hans (* 1940), deutscher Bildhauer